# My Country: The New Age
My Country: The New Age (나의 나라?, Na-ui naraLR; lett. "Il mio paese") è una serie televisiva sudcoreana trasmessa su JTBC dal 4 ottobre al 23 novembre 2019. Internazionalmente è distribuita da Netflix.

## Trama
Nel periodo di transizione tra la dinastia Goryeo e la dinastia Joseon, due ragazzi diventano nemici a causa di un malinteso.

## Personaggi e interpreti
- Seo Hwi, interpretato da Yang Se-jong
- Nam Seon-ho, interpretato da Woo Do-hwan
- Han Hee-jae, interpretato da Kim Seol-hyun
- Yi Bang-won, interpretato da Jang Hyuk